# 三军总长
三军总长（英文：Chief of Defence Force）是新加坡共和国武装部队的最高軍職。三军总长的人选通常在上任之前担任过陆军或空军总长，并且在上任不久后升级至中将（三星级军衔）。这个职位的前身是总参谋长（英文：Chief of General Staff），1974年设置，首任人选是朱维良。1990年5月，‘总参谋长’改称‘三军总长’。在朱维良担任总参谋长之前，新加坡武装部队在新加坡国防部的管辖之下。在‘总参谋长’一职还未设置之前，新加坡只有陆军，而陆军的最高位置叫参谋部主任（英文：Director of General Staff）。
新加坡总理和新加坡武装部队政务会一起向新加坡总统提名三军总长的人选，总统同意后就任命。三军总长在就职期间兼任总统副官、武装部队政务会会长二职。

## 三军总长的义务
三军总长是新加坡武装部队的最高位置。与此同时，他也担任总览所有与新加坡军事有关的大小事务的武装部队政务会的会长。此外，倘若海陆空三军任何一军的总长无法执行職务，三军总长可暂时代理他的职务。相反的，如果三军总长无法执行义务，国防部长可以任命海陆空三军任何一军的总长暂时代理他的职务。
三军总长也兼任总统副官。新加坡总统有三名全职副官，三军总长便是其中之一。总统副官除了确保总统的个人安全以及协助总统应付各种社会需求以外，还担任一些一般性的职责。
三军总长在军法方面有一些特权。比方说，军衔在上校以上的军人倘若被指控犯了军法，三军总长有权利将对该军人的指控撤销、对该军人进行即决审判、或者将该案交给武装部队军法部处理。
三军总长也经常造访一些与新加坡有共同军事利益的国家，比如巴林、日本、越南等。此外，他也代表新加坡接待来访的外国军事领导人。

## 领导人

### 1990年之前的新加坡武装部队领导人
1969年，新加坡武装部队的最高领导人的位置叫‘参谋部主任’，首任人选是坎贝尔（T. J. D. Campbell）准将。新加坡于1965年获得独立，而坎贝尔在1965年之前（新加坡还是英国殖民地的时期）曾担任过新加坡的最高军事领导人。坎贝尔从1968年起一直代理参谋部主任一职。坎贝尔的继承人是维克（Kirpa Ram Vij）上校。参谋部主任的义务与如今的三军总长的义务相似，相等于如今的陆军总长。新加坡《海峡时报》在报道坎贝尔去世的消息时说坎贝尔曾担任过‘陆军总长’。
1974年，曾担任过国防部培训、组织和计划部主任的朱维良上校出任总参谋长。1990年5月，‘总参谋长’一职改称‘三军总长’，继续由朱维良担任。朱维良之前在1974年升级到准将，1978年升级到少将，1988年升级到中将。朱维良当了新加坡武装部队的领导人18年，终于在1992年卸任。
吴庆瑞被认为是现代新加坡武装部队的创始人，因其在国防部长任內（1965－1967年间）掌管武装部队的发展。
以前曾有‘副参谋长’一职。副参谋长的义务是掌管军队在地面上的操作与事务。如今的新加坡武装部队组织结构里并无三军总长副职。
| 姓名                               | 图像 | 在任时间                              | 职务       | 前职务                       | 备注 |
| ---------------------------------- | ---- | ------------------------------------- | ---------- | ---------------------------- | ---- |
| 吴庆瑞                             |      | 1965年－1967年                        | 国防部长   | 财政部长                     |      |
| T·J·D·坎贝尔 （T. J. D. Campbell） |      | 1968年－1969年（代理） 1969年－1970年 | 参谋部主任 | 教育部长                     |      |
| 克巴·拉穆·维克 （Kirpa Ram Vij）   |      | 1970年－1974年                        | 参谋部主任 | 指挥与参谋学院主任           |      |
| 朱维良                             |      | 1974年－1990年5月                     | 总参谋长   | 国防部培训、组织和计划部主任 |      |

### 1990年之后的三军总长
| 姓名   | 军衔 | 图像 | 在任时间                     | 前职务   | 备注 |
| ------ | ---- | ---- | ---------------------------- | -------- | ---- |
| 朱维良 | 中将 |      | 1990年5月－1992年            | 总参谋长 |      |
| 黄维彬 | 中将 |      | 1992年－1995年7月1日         | 陆军总长 |      |
| 马士强 | 中将 |      | 1995年7月1日－2000年4月1日   | 空军总长 |      |
| 林泉宝 | 中将 |      | 2000年4月1日－2003年4月1日   | 陆军总长 |      |
| 伍逸松 | 中将 |      | 2003年4月1日－2007年3月23日  | 陆军总长 |      |
| 郭木财 | 中将 |      | 2007年3月23日－2010年4月1日  | 陆军总长 |      |
| 梁建鸿 | 中将 |      | 2010年4月1日－2013年3月27日  | 陆军总长 |      |
| 黄志明 | 中将 |      | 2013年3月27日－2015年8月18日 | 空军总长 |      |
| 林清耀 | 中将 |      | 2015年8月18日－2018年3月23日 | 陆军总长 |      |
| 王賜吉 | 中将 |      | 2018年3月23日－2023年3月24日 | 陆军总长 |      |
| 孟耀誠 | 中将 |      | 2023年3月24日－              | 海军总长 |      |